# Stefan Liberski
Stefan Liberski, né le 20 février 1951 à Bruxelles (province de Brabant) est un réalisateur, écrivain, humoriste et scénariste de bande dessinée belge.

## Biographie
Stefan Liberski naît le 20 février 1951 à Bruxelles. Il est étudiant à l'université libre de Bruxelles. Licencié en Histoire de l'Art, il commence par exercer divers petits boulots dont cuisinier, gardien de nuit, journaliste indépendant ou gérant du musée Spitzner.
En 1979, il s'exile en Italie. Il rencontre Federico Fellini à Rome et celui-ci l'invite à suivre le tournage de La Città delle Donne en tant qu'assistant bénévole. De retour à Bruxelles en 1985, il publie son premier roman, Beau fixe, lequel lui vaut le prix de l'Encouragement au Premier Roman.
En 1989, il crée avec Kristiaan Debusscher, Nicolas Fransolet, Serge Honorez et Frédéric Jannin le groupe d'humoristes Les Snuls qui rencontre un vif succès. Ils seront actifs sur Canal+ Belgique jusqu'à leur auto-dissolution en 1994.
En 1995, il lance avec Frédéric Jannin le concept de televizione povera. Leur émission hebdomadaire JAADTOLY (abréviation de « J’Aime Autant De T’Ouvrir Les Yeux »), produite avec des moyens extrêmement réduits, rencontre, elle aussi, l'engouement du public francophone belge. Durant trois années, le duo écrit, produit, réalise, interprète et met en musique des centaines de sketches pour Canal+ Belgique. Durant la même période, Stefan Liberski écrit et réalise avec Frédéric Jannin la série de sketches Allô c'est moi pour la radio (Radio 21) et pour la télévision (RTBF).
En 1996, il publie chez Albin Michel son deuxième roman G.S., Écrivain tout simplement.
La même année, il crée avec Frédéric Jannin Les Aventures de Petit Jules et Pépé Jules dont le premier tome sort en 1997 aux éditions Casterman. Il sera suivi de deux autres tomes. Toujours avec Frédéric Jannin, il crée les personnages de Froud et Stouf, deux chiens bleus philosophes qui seront déclinés en dessins animés et en dessins de presse, notamment dans Le Vif/L'Express et La Libre Belgique.
En 1998, il scénarise des dessins de presse pour Frédéric Jannin dans  Le Matin, un quotidien belge né la même année mais qui disparaîtra un an plus tard.
À partir de 1998, il réalise pour Canal+ une dizaine de moyens métrages de fiction, dont Road Réveillon (avec Bouli Lanners et Clémentine Célarié) en 1999 ; Welcome in New Belgique en 2000 ; Le Festival de Kanne ou 2000 ans de cinéma belge, réalisé avec Bouli Lanners ; Portrait d'Amélie Nothomb ; Un tour en taxi ; Journ. Vid.; Bxl-Parsi-Bxl ; Microfilms, etc.
Son troisième roman, Des Tonnes d’amour sort en 2000. Les Béatitudes de Ravi Pangloss et Le Geste d’achat sortent en 2004.
Il participe également à diverses émissions de divertissement radiodiffusés et télévisuelles pour la RTBF et fait notamment partie de l'équipe de L'Empire des médias et du Jeu des dictionnaires.
L’Herbe sous le pied est un 28' réalisé avec Bouli Lanners et produit par BeTV en 2004. Le film est une fantaisie sur les aléas de la législation de la marijuana en Belgique. Avec Philippe Grand'henry, Bouli Lanners, Didier Toupy, Astrid Whettnall, Vincent Lannoo, Catherine Salée, François Vincentelli et Charlotte Le Hardy
Belgique For Sale, réalisé avec Frédéric Jannin en 2005, est une production de BeTV/ Paris Première. Avec Jean-Paul Rouve, Marcel Gottlieb, Laurence Bibot, etc.
En 2005 sort son premier long métrage, Bunker Paradise, produit par Artémis. Avec Jean-Paul Rouve, François Vincentelli, Audrey Marnay, Bouli Lanners. Photographie : Jean-Paul De Zaeytijd . Musique originale : Casimir Liberski. Prix Émile Cantillon au FIFF 2005.
En 2006, il tourne La Beauté de l'ordinaire pour la Biennale de Venise d'architecture. Le film est diffusé dans le pavillon belge qui accueille le groupe Label Architecture.
En 2010, il réalise En chantier, monsieur Tanner, un téléfilm produit par Chic Films/Saga Films/Canal + et qui est une adaptation du livre de Jean-Paul Dubois Vous plaisantez, monsieur Tanner. Avec Jean-Paul Rouve, Anne-Lise Hesme, etc. Photographie : Vincent Muller. La musique originale du film est composée par Casimir Liberski.
En 2013 sort un nouveau long métrage Baby Balloon une production Versus/ Hold Up, 2013. Avec Ambre Grouwels, Philippe Rebbot, César Domboy, Pauline Parigot. Photographie : Claire Mathon. Ambre Grouwels obtient le Magritte de l’espoir féminin pour ce rôle.
Puis il réalise Tokyo Fiancée, l'adaptation de Ni d’Eve ni d’Adam d’Amélie Nothomb. Le film sort en 2015. Production Versus/ Les Films du Worso/ Forum Films. Avec Pauline Étienne, Taichi Inoue, Alice de Lencquesaing, Julie Le Breton. Photographie : Hichame Alaouié. La musique originale du film est composée par Casimir Liberski.
Parallèlement à son activité de réalisateur, il poursuit sa carrière littéraire. Le Triomphe de Namur, son cinquième roman, sort aux Éditions La Muette/Le Bord de l'eau en 2011.
Otsukaresama deshita est une chronique du tournage au Japon du film Tokyo Fiancée qui paraît aux Éditions Lamiroy en 2014.
Chez le même éditeur  sort Chefs-d’œuvre oubliés du cinéma édifiant en 2015, un livre qui rassemble certaines de ses critiques de films imaginaires.
Son sixième roman La Cité des femmes, est publié aux Éditions Albin Michel en 2018. Il s'agit d'une "plongée dans la vie romaine des années 1980. Le récit en recrée la magie, les beautés, la démesure mais aussi les dangers, les ambiguïtés et les perversités". Stefan Liberski reçoit pour ce livre le prix Félix Denayer 2019 de L'Académie royale de langue et de littérature françaises de Belgique.
En 2018 sort Chefs-d'œuvre aux Éditions CFC, un recueil des meilleures planches de Froud et Stouf, les deux chiens bleus qu'il a créé avec Frédéric Jannin dans les années 1990. La même année paraît Zozo, artiste peintre aux Éditions Marque Belge, une collaboration avec le peintre Stefan de Jaeger.
Space Konflikt Gallery est une sotie qui paraît aux Éditions Lamiroy en 2019.
Mon œil ! est sorti à La Petite Pierre en octobre 2020. Il s'agit d'une autre collaboration avec Stefan De Jaeger, réalisée sous l'égide de Jean Marchetti.
Il réalise L'Art d'être heureux, une comédie qui fait du bien avec Benoît Poelvoorde, François Damiens et Camille Cottin, inspirée d'un roman de Jean-Philippe Delhomme, sorti en salles en novembre 2024,,.

## Œuvre

### Publications

#### Albums de bande dessinée

##### Petit Jules et Pépé Jules
- 1. Il raconte bien mon pépé !, Casterman, Tournai, avril 1996
Scénario : Stefan Liberski - Dessin : Frédéric Jannin - Couleurs : quadrichromie -  (ISBN 2-203-37501-9)
- 2. La Boule à zéro, Casterman, Tournai, août 1997
Scénario : Stefan Liberski - Dessin : Frédéric Jannin - Couleurs : quadrichromie -  (ISBN 2-203-37502-7)
- 3. Poil aux baskets[9], Casterman, Tournai, août 1998
Scénario : Stefan Liberski - Dessin : Frédéric Jannin - Couleurs : quadrichromie -  (ISBN 2-203-37503-5)

Froud et Stouf
- 1. Les Gens adorent, Luc Pire, coll. « Humour », octobre 2008
Scénario : Stefan Liberski - Dessin : Frédéric Jannin - Couleurs : quadrichromie -  (ISBN 9782874159640)
- 2. Waf waf, Luc Pire, coll. « Humour », mars 2010
Scénario : Stefan Liberski - Dessin : Frédéric Jannin - Couleurs : quadrichromie -  (ISBN 9782507002688)
- 3. Chefs-d'œuvre, Exhibitions International, 10 mai 2019
Scénario : Stefan Liberski - Dessin : Frédéric Jannin -  (ISBN 9782875720382)

#### Autres écrits
- Beau fixe - Éditions Cistre/L'Âge d'homme - 1986
- G.S. écrivain tout simplement - Albin Michel - 1995
- D.M.M.O.P.Q.V.J.W.T.Mondocom / avec Frédéric Jannin, Serge Honorez et Yvan Delporte - 1996
- Le Comique économique / avec Frédéric Jannin - Niffle-Cohen, 1998
- Des Tonnes d'amour - Niffle-Cohen, 2000
- On se détend à fond / avec Frédéric Jannin - Le Lombard - 2003
- La Passion de la victime / collectif - Que - 2003
- Les Béatitudes de Ravi Pangloss - Que - 2004
- Le Geste d’achat[10] - Que, 2004  (ISBN 9782915646030) ;
- G.S. écrivain tout simplement - Édition revue et augmentée - Au Grand Miroir, chez Luc Pire - 2007.
- An American Song, La Muette, 2011
- Le Triomphe de Namur, La Muette, 2011 ;
- Otsukaresama Deshita ! Chronique du tournage de Tokyo Fiancée, Éditions Lamiroy, 2015 ;
- Chefs-d’œuvre oubliés du cinéma édifiant, Lamiroy, 2015  (ISBN 978-2-87595-056-7) ;
- La Cité des femmes[5], roman, Paris, Albin Michel, 2018  (ISBN 978-2-226-40218-9) ;
- Zozo, artiste peintre avec Stefan De Jaeger, Éditions Marque Belge, 2018  (ISBN 9782390150275) ;
- Space Conflikt Gallery, Lamiroy, coll. « Opuscules », 2019  (ISBN 978-2-87595-225-7) ;
- Mon œil ! - La Petite Pierre - 2020 / avec Stefan De Jaeger ;
- Une Grande actrice, ONLIT Éditions, 2021  (ISBN 9782875601414).

### Filmographie
Sauf indication contraire, les informations mentionnées dans cette section peuvent être confirmées par les bases de données cinématographiques IMDb et Allociné,  présentes dans la section « Liens externes ».

#### Réalisateur
- 1992 : Film belge[11], co-réalisateur avec les Snuls
- 2005 : Bunker Paradise[2]
- 2010 : En chantier, monsieur Tanner, téléfilm
- 2013 : Baby Balloon[3]
- 2014 : Tokyo Fiancée[4]
- 2024 : L'Art d'être heureux[12],[13].

#### Acteur
- 1992 : Film belge des Snuls
- 2001 : Muno, court métrage de Bouli Lanners
- 2004 : Madame Édouard de Nadine Monfils
- 2005 : Ordinary Man de Vincent Lannoo
- 2007 : Sans arme, ni haine, ni violence de Jean-Paul Rouve
- 2008 : Eldorado de Bouli Lanners : un des garagistes
- 2008 : Bunker Paradise : voix du directeur de casting
- 2009 : Les Folles Aventures de Simon Konianski : le notaire
- 2014 : Bouboule de Bruno Deville ;
- 2018 : Convoi exceptionnel de Bertrand Blier : un des scénaristes.

## Réception

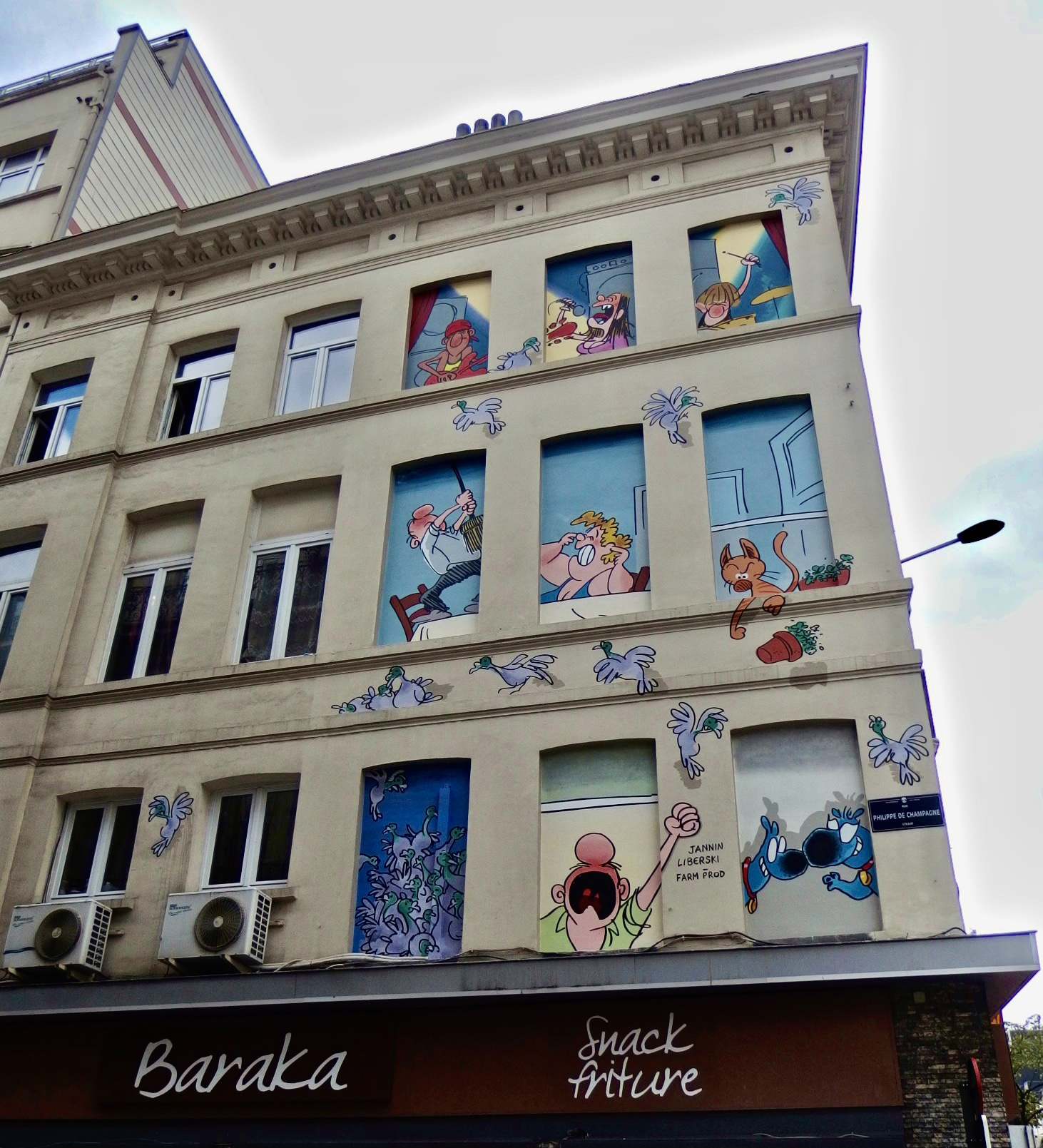
Fresque murale de Frédéric Jannin au coin du boulevard Lemonnier et de la rue Philippe de Champagne à Bruxelles.

### Distinctions
2005 :  Stefan Liberski reçoit la médaille d'Officier de l'Ordre de la Couronne : attribuée pour services rendus à l'État Belge et décernée par le Gouvernement de la Fédération Wallonie-Bruxelles et remise par la Ministre de la Culture Fadila Laanan en septembre,.

### Prix et récompenses
- 2005 :  Golden Bayard du meilleur film au Festival international du film francophone de Namur pour Bunker Paradise[16].

### Postérité
En janvier 2014, une fresque murale Froud et Stouf faisant partie du parcours BD de Bruxelles est inaugurée. Elle est située au 32 Boulevard Maurice Lemonnier, elle couvre une superficie de 63 m2 et sa réalisation est due à Farmprod.

#### Livres
: document utilisé comme source pour la rédaction de cet article.
- Jacques Fiérain, « Liberski, Stefan », dans La BD à Bruxelles et en Brabant, Charleroi, Éd. l'Âge d'or, avril 2003, 144 p., ill. ; 31 cm (ISBN 9782960119664 et 2960119665, OCLC 470388171, présentation en ligne), p. 95.

#### Articles
- Luc Honorez, « Liberski cinéaste: le génial clown du clone », Le Soir,‎ 3 mai 1999 (lire en ligne , consulté le 7 juillet 2024).

### Interviews
- Stefan Liberski (interviewé par Anne Feuillère et Jean-Michel Vlaeminckx), « Entrevue avec Stefan Liberski à propos de Bunker Paradise », Cinergie,‎ 1er octobre 2005 (lire en ligne, consulté le 3 février 2024).

### Vidéographie
- [vidéo] « LCR - Stefan Liberski », sur YouTube, émission de télévision présentée par David Courier diffusée sur BX1, le 8 novembre 2024.